# Isolationismus
Isolationismus, auch Abschließungspolitik, bezeichnet das Bestreben eines Staates, sein außenpolitisches Wirken auf bestimmte Gebiete der Welt zu beschränken und Bündnisverpflichtungen zu vermeiden.
Der amerikanische Isolationismus wurde zunächst durch den Kriegseintritt in den Ersten Weltkrieg 1917, später dann endgültig durch den Eintritt in den Zweiten Weltkrieg beendet und war seit 1945 praktisch ohne Belang bzw. wurde durch den Interventionismus abgelöst. Seit der ersten Präsidentschaft Donald Trumps (2017–2021) erfährt der Isolationismus wieder steigenden Zuspruch.
Die mit über 200 Jahren wohl längste Zeit des Isolationismus erlebte Japan in der Zeit der Abschließung (sakoku). Ebenso war das Verbot der privaten Seefahrt (Hai jin) in China zur Zeit der Ming-Dynastie Ausdruck isolationistischer Politik. Ein Beispiel für eine extreme Abschottung eines Staates sowie das Streben nach vollständiger Autarkie war die Politik Enver Hoxhas zur Zeit des albanischen Alleingangs.